# Anna Sparre

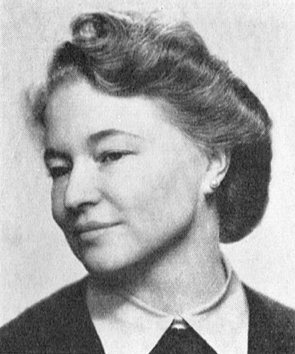
Anna Sparre

Anna Sparre (* 2. Februar 1906; † 21. Dezember 1993) war eine schwedische Autorin.
Anna Eva Elisabet Sparre war eine Tochter des Freiherrn Theodor Adelswärd (1860–1929) und dessen Ehefrau Anna Louise Dorotée Gräfin Douglas (1878–1964). Sie war von 1927 bis 1946 mit Clas Sparre (1898–1948), einem Neffen von Carl Gustaf Emil Mannerheim, und von 1949 bis 1956 mit dem Zahnarzt Arne Moe-Larsen (* 1889) verheiratet.
Sie schrieb vor allem historische und autobiographische Romane. Anna Sparre war eine Vertraute von Prinzessin Astrid von Schweden.

## Werke
- 1943: N:o 14 Sparv anmäler sig
- 1945: Magister Plugg
- 1945: Vad ska det bli av Ebba?
- 1970: men sjön är densamma (Autobiografie)
- 1971: Från andra stranden
- 1972: Tre år av ett liv ISBN 91-20-03260-9
- 1973: Av Wasablod : historisk roman ISBN 91-20-03773-2
- 1974: Min son kornettens frilla ISBN 91-20-04331-7
- 1975: Fånge i eget hus ISBN 91-20-04706-1
- 1976: Dimma över slätten ISBN 91-20-04754-1
- 1977: Farväl amiral ISBN 91-20-05812-8
- 1978: Jag i siden, du i vadmal ISBN 91-20-05879-9
- 1979: Flicka i svart ISBN 91-20-05960-4
- 1980: Kung Märthas döttrar ISBN 91-20-06303-2
- 1981: Eken vid skiljevägen ISBN 91-20-06525-6
- 1982: Flykt utan vingar ISBN 91-20-06590-6
- 1983: Stackars lilla drottning ISBN 91-20-06513-2
  - Arme kleine Königin. Berlin 2004, ISBN 3-9809452-1-9
- 1984: Knektens dotter ISBN 91-20-07143-4
- 1985: Vännen min ISBN 91-20-07184-1
  - La reine Astrid : "mon amie à moi". Bruxelles 1995, ISBN 2-930088-20-6
  - Koningin Astrid. Mijn vriendin. Antwerpen 2005, ISBN 90-5240-860-2
- 1986: Drottning Blanka ISBN 91-20-07324-0
- 1987: Piskan och korset ISBN 91-20-07628-2
- 1988: Älskade dronning ISBN 91-20-07708-4
- 1989: Hertigens pärlor ISBN 91-20-07757-2
- 1990: I skuggan av ett torn ISBN 91-20-07776-9
- 1991: Prinsessan av Wasa ISBN 91-20-15100-4
- 1992: Karin Måns dåter ISBN 91-1-921682-3
- 1993: Alla mina hem ISBN 91-1-931102-8
- 1994: Drottningens förtrogna ISBN 91-1-941722-5